# موئسیا پریما
موزیا پریما (یونانی: Μοισία) یک استان مرزی از استان‌های روم از اواخرامپراتوری روم، واقع در بخش‌های مرکزی صربستان کنونی، در امتداد کرانه جنوبی رود دانوب. مرکز استان ویمیناسیوم، نزدیک کوستولاتس امروزی در صربستان بود.